# Sycophaga
Sycophaga es un género de avispas de los higos (superfamilia Chalcidoidea) de la región afrotropical principalmente. Se reproducen dentro de los higos (género Ficus) de la sección Sycomorus, subgénero Sycomorus. Es una de varias especies que explotan el mutualismo de los higos con avispas de los higos Ceratosolen.
Entran el higo durante la fase receptiva del desarrollo y depositan sus huevos en las flores de estilo corto. Esto induce la formación de endosperma y expansión del siconio que mantiene las drupas con avispas. Este proceso no efectúa polinización.

## Especies
Las especies descritas incluyen:
- Sycophaga afflicta Grandi, 1916
- Sycophaga callani Grandi, 1955
- Sycophaga cyclostigma Waterston, 1916
- Sycophaga depressa Risbec, 1956
- Sycophaga gigantea Grandi, 1916
- Sycophaga insularis Grandi, 1916
- Sycophaga silvestrii Grandi, 1916
- Sycophaga sycomori Linnaeus, 1758
- Sycophaga tenebrosa Grandi, 1917
- Sycophaga valentinae Grandi, 1952
- Sycophaga vicina Mayr, 1906
- Sycophaga viduata Grandi, 1916